# Tulipa tubergeniana
Tulipa tubergeniana là một loài thực vật có hoa trong họ Liliaceae. Loài này được Hoog miêu tả khoa học đầu tiên năm 1904.